# Joscelin Lowden
Joscelin Lowden (Brighton, 3 de outubro de 1987) é uma desportista britânica que compete no ciclismo na modalidade de rota. Ganhou uma medalha de bronze no Campeonato Mundial de Ciclismo em Estrada de 2019, na contrarrelógio por relevos mistos.

## Medalheiro internacional
align="center"|
| Campeonato Mundial | Campeonato Mundial       | Campeonato Mundial | Campeonato Mundial                |
| Ano                | Lugar                    | Medalha            | Competição                        |
| ------------------ | ------------------------ | ------------------ | --------------------------------- |
| 2019               | Yorkshire ( Reino Unido) | Medalha de bronze  | Contrarrelógio por relevos mistos |

## Palmarés
- 2021
  - Tour de Feminin, mais 1 etapa
  - Recorde da hora
  - 2.ª no Campeonato do Reino Unido Contrarrelógio 
  - 3.ª no Campeonato do Reino Unido em Estrada

- 2022
  - Campeonato do Reino Unido Contrarrelógio